# Call of Duty: Advanced Warfare
Call of Duty: Advanced Warfare je videoherní střílečka z pohledu první osoby vydaná společností Activision. Hra byla oficiálně vydána 4. listopadu 2014, ale hráči, kteří měli hru předobjednanou, mohli hrát již od 3. listopadu díky Day Zero edici. Hru na PC, PlayStation 4 a Xbox One vyvinulo herní studio Sledgehammer Studios. O verzi pro PlayStation 3 a Xbox 360 se postaralo studio High Moon Studios, přičemž jim asistovalo další studio Raven Software při vývoji režimu více hráčů. Vývoj hry začal v roce 2011, krátce po vydání dílu Call of Duty: Modern Warfare 3. Je to v pořadí 11. díl ze série Call of Duty.

## Děj
Studio Sledgehammer do hry obsadilo zkušené herce Troye Bakera a Kevina Spaceyho pro hlavní role. Hra jednoho hráče se odehrává v budoucnosti, kde se hráč ujme role vojína Jacka Mitchella, který je v Námořní pěchotě Spojených států amerických (USMC) a setká se zde s Atlas Corporation, což je soukromá vojenská společnost, která své služby poskytuje pouze nejbohatším lidem.

### Příběh
V roce 2054 vojín Jack Mitchell (Troy Baker) z Námořní pěchoty USA spolu s vojínem Willem Ironsem (Paul Telfer) a velitelem skupiny, seržantem Cormackem (Russell Richardson), se účastní jeho první bitvy proti Severní Koreji v Soulu. Bitva selže a Will je zabit v akci, zatímco Mitchell přijde o celou levou paži, a tak je nucen odejít z ozbrojených složek. Po tom, co se Mitchell zúčastnil Willova pohřbu, mu je nabídnuta pozice ve společnosti Atlas, která je největší soukromá vojenská společnost. Nabídku mu sdělí přímo CEO firmy, Jonathan Irons (Kevin Spacey), který je zároveň i Willův otec. Mitchell také dostane protetickou levou paži za tu, o kterou přišel při bitvě v Seoulu
Mezitím, teroristická skupina známá jako KVA, kterou vede technofobik Joseph "Hades" Chkheidze (Sharif Ibrahim), začne provádět mnoho teroristických útoků. Svět se proto obrátí na společnost Atlas Corporation, aby tuto teroristickou skupinu zastavila v provádění těchto činností. Mitchell spolu s Gideonem (Gideon Emery), Jokerem (Jeremy Kent Jackson) a ostatními spolubojovníky z Atlasu v Lagosu v Nigérii zachrání nigerijského ministerského předsedu a také zajmou inženýra z KVA během technologického summitu. Nicméně, v roce 2055, útoky skupiny KVA začaly být více cílenější a Mitchell s jeho týmem nedokázali zabránit útoku na jadernou elektrárnu na Bainbridge Island ve Washingtonu, kde došlo k roztavení reaktoru. Toto avšak nebyl jediný útok na jaderné elektrárny, skupina KVA takovéto útoky podnikala po celém světě, čímž docílila tisíce mrtvých lidí a zmatek ve vládách a paniku obyvatelstva. Atlas Corporation jako dominantní ozbrojená složka na světě slíbila civilistům, že se teroristické skupině KVA pomstí..

## Hratelnost
Advanced Warfare je jako ostatní díly videoherní série Call of Duty, hraný z pohledu první osoby. Hra však prošla mnohými změnami: Advanced Warfare již neobsahuje tradiční HUD displej, jak bylo u této série zažito. Místo toho se všechny informace hráči zobrazují pomocí holografické projekce přímo na zbrani. Navíc přibyl pro sérii evoluční Exo oblek, který hráči umožňuje zcela jinou ovladatelnost na bojišti, než co z této série známe. Záleží zcela na hráči, jak svůj Exo oblek vylepší. Po každé misi je hráči udělen určitý počet bodů, pomocí nichž může svůj oblek právě vylepšit.

### Hra jednoho hráče
Kampaň obsahuje jednu postavu, za kterou můžeme hrát. Postava se zde jmenuje vojín Jack Mitchell. Hra jednoho hráče obsahuje předpřipravené renderované cut-scény podobné těm v Call of Duty: Black Ops II. Předpřipravené krátké filmy zde pomáhají odvyprávět příběh.

### Hra více hráčů
Kromě nových pohybových možností díky Exo obleku, hra více hráčů nadále zachovává podobné prvky této herní sérii. Herní mechanismus Pick 10 známý z dílu Black Ops II se zde přejmenoval na Pick 13. Ten hráčům umožňuje vzít zbraně, tzv. perky a skóre-streaky během konečných 13 bodů. Skóre-streaky je zde opět možno vylepšit lepšími schopnostmi, které zvýší hráčovu účinnost na bojišti. V Advanced Warfare je také možnost vlastnit až 350 různých zbraní a jejich variací. Podpůrné dodávky alias supply drops mohou hráči přinést nové vybavení přímo během boje. Obsah supply dropu je zcela náhodný, a tak hráč může získat obsah od obyčejných zkušenostních bodů (XP) až po zbraně. Pro získání supply drops mohou hráči také dokončovat výzvy (challenges), které se každým dnem mění.

### Exo Survival
Jedná se o herní mód, kde hráč odolává nepřátelům s umělou inteligencí do té doby, než není přemožen. V tomto módu může hráč sám nebo v kooperaci až se třemi kamarády. Hráči mají výběr ze tří tříd Exo obleku, kde každý vyniká v jiných schopnostech. Zbraně a skóre-streaky mohou být vylepšeny během každého kola. Po určitém počtu kol, která hráč úspěšně přežil, dostává úkoly, která musí splnit jako bránění určitého místa nebo shromažďování informací z padlých nepřátel. Splněním úkolu se hráči přidělí bonusové body, pokud však úkol splněn není, hráč bude penalizován prostředky jako znefunkčnění Exo obleku nebo aktivace nepřátelských těžkých kulometů. Exo Survival se hraje na mapách stejných jako v režimu více hráčů. Mapy jsou rozděleny do čtyř kategorií. Každá kategorie může být odemčena hraním předchozích kategorií a přežitím konkrétního čísla kol.

### Exo Zombies
V tomto herním módu jde přežít před vlnami nemrtvých (zombies). Tento mód není součástí původní hry, ale je začleněn v prvním stáhnutelném obsahu (DLC) s názvem Havoc, který vyšel 27. ledna 2015 a je distribuován pomocí online služeb Xbox Live, PlayStation Network a Steam. Tento mód je prezentován jako "zbrusu nový pohled na zombies". Mód obsahuje nemrtvé, které využívají Exo oblek a to jim dává více manévrovanosti. Jako u Exo Survivalu, i zde je možnost kooperace až 4 lidí. Hratelné postavy jsou: Oz (prezentován jako John Malkovich), Lilith (Rose McGowan), Decker (Jon Bernthal) a Kahn (Bill Paxton).

## Vývoj
Než vývojářské studio Sledgehammer bylo zavlečeno jako pomocná vývojářská síla na Call of Duty: Modern Warfare 3, Sledgehammer pracovalo na pracovně nazývaném díle série Call of Duty: Fog of War. Tento díl měl být publiku představen po Modern Warfare 3 a před Black Ops a měl být zasazen do vietnamské války. Na rozdíl od ostatních dílů hra měla být z pohledu třetí osoby. Nicméně tehdejší CEO společnosti Activision, Eric Hirshberg, oznámil, že Sledgehammer Studios nyní pomohou s vývojem Modern Warfare 3 a jejich hra bude zrušena. Práce na novém díle začaly v průběhu roku 2011 a měl být vydán v průběhu listopadu 2014. Oproti předchozím dílům, hru již nepohání IW engine, ale vlastní, které studio Sledgehammer vyvinulo. Díky tomu mohla grafická část projít změnami směrem k lepšímu. Animace postav a jejich mimika obličeje byla provedena stejnou metodou, jako v nadcházejícím filmu Avatar 2 od režiséra Jamese Camerona.

## Propagace a vydání
Advanced Warfare byl vydán o den dříve těm, kdo si hru předobjednali v Day Zero edici. Tato edice obsahovala dvojité zkušenostní body pro první den, dvě exkluzivní zbraně a také Exo oblek s motivy kostlivce.
Hra také vyšla ve sběratelské edici pojmenovanou jako Atlas Pro Edition. Hra byla zabalena do Steelbooku (kovová krabička) namísto obyčejné plastové, navíc hráč získal také i Season Pass, exkluzivní mapu pro režim více hráčů s názvem Atlas Gorge, a také exkluzivní exoskeleton, helmu, pušku a zbraň.

### Odhalení
V březnu 2014, se na oficiální webové stránce Call of Duty objevil nekorektně zobrazený obrázek, který oznamoval, že 4. května 2014 dojde k nějakému oznámení. Nicméně trailer unikl na Internet již 1. května. Trailer odhalil herce Kevina Spaceyho jako postavu, která cítí odpor k demokracii. Trailer také zobrazil mnoho futuristických věcí.
9. června 2014 se na herní výstavě E3 prezentovaly úplně nové záběry z hraní. Také bylo oznámeno, že budoucí stáhnutelný obsah (DLC) bude nejprve zpřístupněn na konzoli Xbox One, a pak s odstupem času teprve na ostatní platformy. 29. července 2014 vývojářské studio Sledgehammer nový trailer, který se tentokrát soustředil na příběh hry. Trailer zaměřený na hru více hráčů se představil 11. srpna 2014 během herní výstavy Gamescom.

## Edice
Call of Duty: Advanced Warfare vyšlo v různých verzích lišících se podle obsahu a také distribuce.

### Digital Pro Edition
Tato edice byla distribuována pouze digitálně a navíc obsahovala:
- Bonusovou multiplayerovou mapu Atlas Gorge.
- Exkluzivní digitální obsah do hry Atlas Digital Content Pack.
- Přednostní přístup do hry o 24 hodin před vydáním.
- Season Pass opravňující uživatele v budoucnu stáhnout dodatečné DLC obsah.

### Day Zero Edition
Tato edice navíc obsahovala:
- Přednostní přístup do hry o 24 hodin před vydáním.
- Zdvojení přísunu zkušenostních bodů ten den.
- Exkluzivní digitální obsah do hry Advanced Arsenal Pack.
- Tři bonusové modifikované zbraně AK-12 G, Crossbow B2 a EM1 Quantum.

### Atlas Limited Edition
Tato edice navíc obsahovala:
- Ocelový nosič namísto standardního plastového.
- Bonusovou multiplayerovou mapu Atlas Gorge.
- Exkluzivní digitální obsah do hry Atlas Digital Content Pack a Advanced Arsenal.
- Dvě bonusové modifikované zbraně AK-12 G a Crossbow B2.
- Příručku Atlas: Advanced Soldier Manual.
- Soundtrack hry.

### Atlas Pro Edition
Jedná se o nejobsáhlejší edici hry a navíc obsahuje:
- Ocelový nosič namísto standardního plastového.
- Bonusovou multiplayerovou mapu Atlas Gorge.
- Exkluzivní digitální obsah do hry Atlas Digital Content Pack a Advanced Arsenal.
- Dvě bonusové modifikované zbraně AK-12 G a Crossbow B2.
- Příručku Atlas: Advanced Soldier Manual.
- Season Pass opravňující uživatele v budoucnu stáhnout dodatečné DLC obsah.
- Soundtrack hry.

## Soundtrack
Oficiální soundtrack ke hře zkomponoval Harry Gregson-Williams ve spolupráci s produkční společností Audiomachine. Soundtrack vyšel v digitálním vydání a je také začleněn v Atlas Limited a Atlas Pro edicích hry.

### Seznam skladeb
Album obsahuje celkem 46 písní.
| Pořadí | Název                     | Délka |
| ------ | ------------------------- | ----- |
| 1.     | Advanced Soldier Overture | 3:26  |
| 2.     | Draconian Dream           | 3:19  |
| 3.     | Power Changes Everything  | 1:19  |
| 4.     | Atlas                     | 1:07  |
| 5.     | Mitchell's Arm            | 0:49  |
| 6.     | LZ Epsilon                | 3:28  |
| 7.     | Swarm Down                | 2:14  |
| 8.     | Induction                 | 2:06  |
| 9.     | Prototype                 | 2:24  |
| 10.    | Chain Reaction            | 2:24  |
| 11.    | See You on the Other Side | 0:39  |
| 12.    | Eulogy for a Friend       | 1:16  |
| 13.    | Orientation               | 2:05  |
| 14.    | Zulu-Tango                | 2:13  |
| 15.    | Firing Range              | 2:26  |
| 16.    | Grenade Training          | 2:33  |
| 17.    | Not Our Problem           | 1:12  |
| 18.    | Traffic Jam               | 1:03  |
| 19.    | A Glass Would Be a Smart  | 1:17  |
| 20.    | We Are Atlas              | 1:10  |
| 21.    | Aftermath                 | 1:14  |
| 22.    | Battle Cry                | 3:07  |
| 23.    | Exit Ride                 | 1:09  |
| 24.    | Manhunt                   | 0:45  |
| 25.    | Death of a Savior         | 0:40  |
| 26.    | He Knows                  | 0:39  |
| 27.    | Betrayal                  | 1:19  |
| 28.    | New Baghdad               | 2:24  |
| 29.    | Old Town                  | 3:16  |
| 30.    | Xscape                    | 2:13  |
| 31.    | Black Box                 | 1:08  |
| 32.    | Evasion                   | 1:20  |
| 33.    | Mech March                | 1:03  |
| 34.    | Your Wars Don't Work      | 1:45  |
| 35.    | Preemptive Strike         | 0:41  |
| 36.    | Collapse                  | 1:31  |
| 37.    | Sentinel En Route         | 1:22  |
| 38.    | Carrier                   | 0:36  |
| 39.    | Arclight                  | 0:41  |
| 40.    | No Soft Options           | 1:23  |
| 41.    | Captured                  | 2:18  |
| 42.    | Test Chamber              | 2:19  |
| 43.    | Wheat from the Chaff      | 1:26  |
| 44.    | Just One                  | 1:29  |
| 45.    | Incinerator               | 1:11  |
| 46.    | Advanced Warfare          | 0:36  |

## Po vydání

### Prodeje
Hry se prodalo přes 20 milionů kusů po celém světě.

### Stáhnutelný obsah
V listopadu 2014 společnost Activision oznámila, že Season Pass bude obsahovat průběžně vydávané čtyři balíčky – Havoc, Ascendance, Supremacy a Reckoning.

#### Havoc
První stáhnutelný balíček vyšel 27. února 2015 a přinesl:
- Nový mód Exo Zombies s mapou Outbreak.
- Multiplayerové mapy Sideshow, Core, Drift a Urban.
- Zbraně AE4 a CEL-3 Cauterizer.

#### Ascendance
31. března 2015 vyšel druhý DLC balíček a přinesl:
- Novou mapu do Exo Zombies módu, Infection.
- Čtyři multiplayerové mapy Perplex, Site 244, Climate a Chop Shop.
- Zbraně Ohm a Magnetron.

#### Supremace
2. června 2015 vyšel v pořadí třetí stáhnutelný obsah a přinesl:
- Novou Exo Zombies mapu, Carrier.
- Čtyři multiplayerové mapy Kremlin, Parliament, Compound a Skyrise.
- Novou zbraň LZ-52 Limbo.

#### Reckoning
Čtvrtý a finální DLC balíček vyšel 4. srpna 2015 a přinesl:
- Novou mapu Descent do Exo Zombies režimu.
- Čtyři multiplayerové mapy Fracture, Overload, Quarantine a Swarm.
- Novou zbraň KL03-Trident.

| Recenze      | Hodnocení |
| ------------ | --------- |
| EuroGamer CZ | 7/10      |
| GamePark.cz  | 85%       |
| Games.cz     | 8/10      |
| Hrej.cz      | 4/5       |
| Zing.cz      | 8/10      |